# Kobaltgors
De kobaltgors (Rhopospina caerulescens, synoniem: Porphyrospiza caerulescens) is een  zangvogel uit de familie Tangaren (Thraupidae). Het is een voor uitsterven gevoelige vogelsoort in Midden-Brazilië en aangrenzend Paraguay.

## Kenmerken
De vogel is gemiddeld 12,5 cm lang en weegt 13 g.  Het is een slanke gors met een lange staart. Het mannetje is helder indigoblauw. Het oog is donkerbruin en de snavel is contrasterend geel. Het vrouwtje is grijsbruin van boven en heeft een lichte borst met verticale streping en een vuilgele snavel.

## Verspreiding en leefgebied

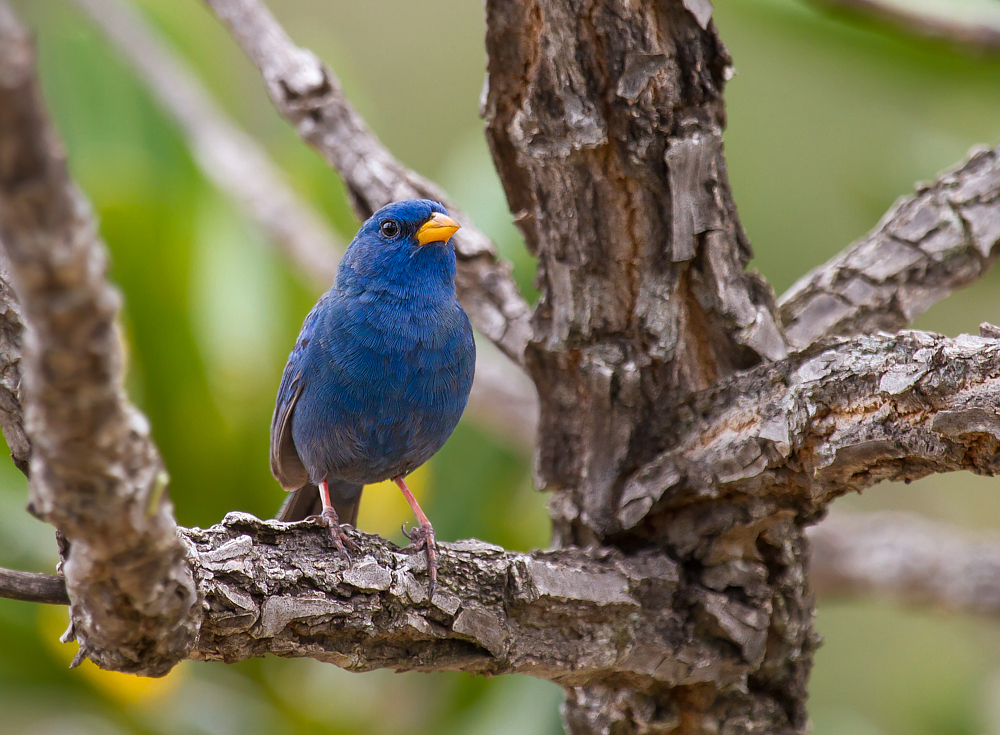
Mannetje kobaltgors

Deze soort komt voor in noordoostelijk en Midden-Brazilië en aangrenzend Paraguay. Het leefgebied bestaat uit campo cerrado, een savanne-achtig gebied tussen de 600 en 1100 m boven zeeniveau, dat typisch is voor dit deel van Zuid-Amerika.

## Status
De kobaltgors heeft een beperkt verspreidingsgebied en daardoor is de kans op uitsterven aanwezig. De grootte van de populatie is niet gekwantificeerd. Wel is er de indruk dat de populatie-aantallen afnemen door habitatverlies. Het leefgebied wordt aangetast door omzetting van cerrado naar gebied voor agrarisch gebruik zoals houtteelt (Eucalyptus), verbouw van soja en door beweiding.